# 明珠街道 (双河市)
明珠街道，是中华人民共和国新疆维吾尔自治区双河市下属的一个街道。

## 行政区划
明珠街道下辖以下地区：
滨河社区居委会。